# Эчкаюн
Эчкаюн (тат. Өчкаен) — татарское село в Новомалыклинском районе Ульяновской области России.
Входит в состав Новомалыклинского сельского поселения. Ранее являлось центром бывшего Эчкаюнского сельсовета. 
Эчкаюн в переводе на русский, означает «три берёзы». 

## География
Расположено в 16 км к юго-востоку от районного центра. Площадь земель в границах села — 75 га.

## История
Основано в 1921 году.  Село основано выходцами из татарского села Старый Сантимир, которым не хватило земельной доли  при распределении  земель в своём селе. В те годы с большим напряжением работали уездные и волостные земельные отделы. Они оказывали помощь крестьянам в  покупке  животных, занимались переделами  и отводами  земли под новые поселки и хутора.  Так в 1922 году в Мелекесский уездной Отдел земледелия поступило 88 заявлений об отводе земли, из них 46 под новые поселки, 5 под хутора, 229 семей изъявили желание вести отрубное хозяйство.
В 1931—32 годы бы организован колхоз «Берлек». 
В 1955 году из разобранного здания мечети был построен клуб, где два-три раза в месяц демонстрировались фильмы — это было большое событие для села.  
В 1970 году состоялось открытие нового кирпичного здания Дома культуры на 250 мест.  В настоящее время все общественные и культурные мероприятия  в селе проводятся в клубе.
В 1991—1992 годы в с. Эчкаюн была построена новая мечеть. 

### Эчкаюнский сельсовет
В состав бывшего сельсовета входили (2002) 7 населённых пунктов: 1 село, 5 посёлков и 1 разъезд.
| № | Населённый пункт  | Тип населённого пункта | Население (2002) | Примечание |
| - | ----------------- | ---------------------- | ---------------- | ---------- |
| 1 | Эчкаюн            | село                   | 239              | татары     |
| 2 | Амировка          | посёлок                | 95               | татары     |
| 3 | Амировка          | разъезд                | 5                | татары     |
| 4 | Баткак            | посёлок                | 52               | татары     |
| 5 | Гимрановка        | посёлок                | 36               | татары     |
| 6 | Нижняя Тюгальбуга | посёлок                | 11               | татары     |
| 7 | Новый Сантимир    | посёлок                | 101              | татары     |

## Население
| 2010 |
| ---- |
| 188  |

Татары (99 %).

## Инфраструктура
В начале 2000-х гг. в селе имелось:
Центр СХПК «Берлек», школа, ДК, детский сад, медпункт, отделение связи, газовый участок, мечеть.